# Liverpool
|  | Per a altres significats, vegeu «Liverpool (desambiguació)». |

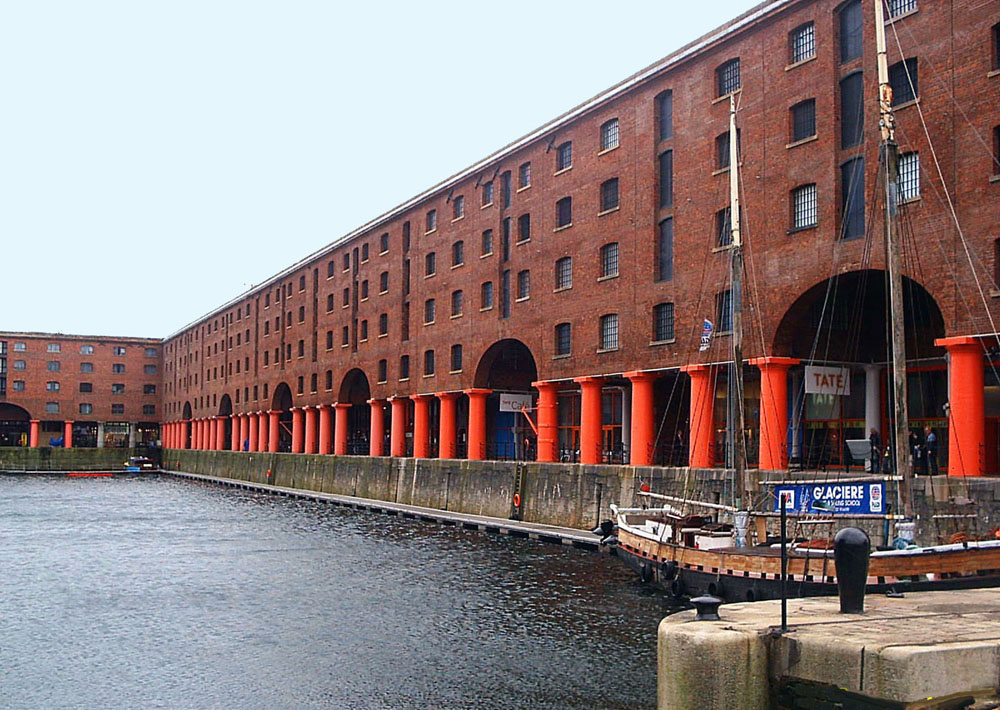
Les dàrsenes del port de Liverpool són un dels elements que han merescut el reconeixement de la UNESCO

Liverpool és una ciutat situada al nord-oest d'Anglaterra, al comtat metropolità de Merseyside, sobre el costat nord de l'estuari del riu Mersey. Està governada pel Liverpool City Council, un dels cinc consells del Merseyside. És el segon port d'exportació del Regne Unit. La ciutat se situava originalment al comtat de Lancashire. Limita al nord amb el borough de Sefton; a l'est, amb el de Knowsley; i a l'oest i al sud, amb el riu Mersey. Liverpool és coneguda per ser un centre cultural, particularment per les seves connexions amb les noves tendències musicals; aquí van néixer The Beatles. El 2007 van celebrar el seu 800è aniversari, i el 2008 fou triada com a Capital Europea de la Cultura. Va ser fundada com a vila el 1207 i va tenir aquest estatus fins al 1880, quan va rebre el títol de ciutat. Segons l'últim cens oficial, que data del 2001, Liverpool tenia 439.473 habitants, i aquesta xifra augmenta lleugerament fins als 466.415 habitants el 2011
Històricament pertanyent al comtat de Lancashire, la urbanització i l'expansió de Liverpool van tenir lloc sobretot per la seva condició de ciutat portuària important. Al segle xviii, el comerç amb les Índies Occidentals, amb l'Europa continental i el tràfic d'esclaus a l'Atlàntic van promoure l'expansió econòmica de la ciutat. A principis del segle xix, el 40% del comerç marítim mundial passava pels molls de Liverpool. Actualment és el segon port del Regne Unit en volum d'exportacions després de Londres.
La popularitat de The Beatles i de l'equip de futbol Liverpool Football Club contribueixen a convertir Liverpool en una destinació turística; el turisme té un paper significant en l'economia de la ciutat. El 2007 va celebrar el seu 800 aniversari, i a l'any següent va ser Capital Europea de la Cultura al costat de la ciutat noruega de Stavanger.
El 2004 diverses zones del centre de la ciutat van ser declarades Patrimoni de la Humanitat per la UNESCO. Una zona del terme municipal amb el nom de «Ciutat Marítima Mercantil de Liverpool» comprèn sis localitzacions separades de la ciutat, que inclouen «Pier Head", "Albert Dock» i el «carrer William Brown»; inclou la majoria dels punts d'interès més famosos de la ciutat.

## Història de la ciutat
Es troba el nom de la ciutat de Liverpool per primera vegada quan el comte Roger de Poitou va construir-hi un castell cap a l'any 1089, poc temps després de la conquesta d'Anglaterra pels normands. Ben aviat van anar a buscar protecció al castell feudal algunes cabanes de pescadors.
L'origen del nom de Liverpool, escrit en diverses formes, ha portat a diferents explicacions sobre el seu significat derivat de l'au Liver, literalment traduït com fetge.
El 1207 el rei d'Anglaterra Joan Sense Terra va atorgar en una patent reial als habitants de Liverpool les franquícies municipals de les que gaudien les altres ciutats de la costa, va ser, per tant, declarada port i és quan es considera que es va fundar oficialment aquesta població. Una altra Carta de 1228, va establir-hi una corporació de mercaders i a tots els que no formessin part els va excloure del privilegi de comerciar (making merchandise) llevat que ho fessin amb permís dels habitants. Però aquests privilegis van exercir poca influència en el creixement de la ciutat de Liverpool, i així és que fins al 1551 no era més que un llogaret envoltat de pantans, amb una població de prop de 500 ciutadans.
En temps de la Revolució Anglesa, al segle xvii (les guerres civils entre el poder parlamentari i el poder reial), aquesta ciutat va seguir al partit d'Oliver Cromwell, va ser assetjada i presa pel príncep Rupert i l'any següent la van tornar a prendre les tropes del Parlament, sent aquests els únics fets militars de la ciutat de Liverpool fins al segle xx.
El 1699 Liverpool va ser nomenada parròquia pel Parlament i és el mateix any en què el primer vaixell negrer, el Liverpool Merchant, va salpar cap a Àfrica a la recerca d'esclaus. A partir del segle xviii, Liverpool va començar a expandir-se enormement a causa del floriment del comerç. La primera dàrsena de flotació del Regne Unit es va construir a Liverpool el 1715, i se n'hi van afegir tres més abans de meitat de segle.
El 1720 Liverpool encara no es comunicava amb Manchester més que pels rius Mersey i Irwell, però aquests rius eren poc profunds per tenir circulació de vaixells carregats, que bloquejaven amb freqüència la navegació, quan el duc de Bridgewater, amb ajuda de l'enginyer Brindley, va obrir una nova via bastant important per satisfer les necessitats del comerç.
Una de les principals causes de la riquesa de Liverpool va ser la tracta de negres i entre els anys 1730-1770 van sortir del port de Liverpool uns 2.000 vaixells negrers. A mitjan segle, Liverpool tenia 25 dàrsenes amples, còmodes i espaioses que ocupaven una superfície de 25 hectàrees per albergar els nombrosos vaixells de tot el món que arribaven al seu port. El 1830 Liverpool i Manchester es van convertir en les primeres dues ciutats unides per via fèrria, a causa de la creixent demanda de matèries primeres de les indústries situades a Manchester. La població també va créixer ràpidament, especialment en els anys 1840 a causa de l'arribada d'emigrants irlandesos durant la Gran Fam.
A mitjans del segle xix entraven al port de Liverpool més de trenta mil vaixells. Llavors, les principals importacions de la ciutat de Liverpool eren de cotó, sucre, te, fustes de construcció, tints, vins, cuir, pèl, sèu, oli, lli, fibra de cànem, aiguardent, cafè, grans, farines, rossa, rom, anyil i tabac; i les principals exportacions consistien fonamentalment en teixits de cotó, llana, lli, fibra de cànem, seda, filats de llana, cotons, quincalla, ganiveteria, acers, coures, bronzes manufacturats, carbó de pedra i tabac.
Durant el segle xx es van desenvolupar massivament els suburbis de Liverpool, el que va millorar la qualitat de vida de milers de famílies. Durant la Segona Guerra Mundial la ciutat va sofrir 80 bombardeigs que van matar a 2.500 persones, danyant gairebé la meitat dels edificis. El 1952 Liverpool es va agermanar amb Colònia (Alemanya), amb qui va compartir la terrible experiència dels bombardejos aeris.
Durant els anys 1960, Liverpool es va convertir en un centre cultural juvenil, amb The Beatles com a màxims representants. A partir dels anys 1970 els molls i les indústries van caure en declivi i en els 80 la taxa d'atur era de les més altes del Regne Unit. A la darreria del segle es va dissenyar un pla de regeneració que continua ara i l'economia s'ha recuperat amb creixements majors a la mitjana nacional.

## Liverbirds
El liverbird és un ocell fictici internacionalment reconegut com el símbol de la ciutat de Liverpool. A l'edifici Royal Liver Building, de 50 metres d'altura, hi ha les estàtues de dos liverbirds amb les seves ales desafiadores que representen l'esperit indomable del poble de la ciutat. Un d'aquests ocells fixticis, el mascle, apunta cap al mar per vigilar l'arribada d'intrusos, l'altre, la femella, mira a la ciutat com a símbol de protecció cap a la seva família.
El 1207, el rei Joan va concedir a la ciutat un "letters patent". El seu segell era una àguila; moltes persones han cregut que era l'origen del liverbird. El segell es va perdre durant un setge el 1644. Ornitòlegs i historiadors han debatut llargament sobre aquest misteri, i els mites i les creences populars que envolten a aquesta mítica au.
Però la veritat és que la ciutat de Liverpool és tan singular que va decidir que no volia compartir símbol amb ningú. Van formar un símbol propi per a la seva ciutat: el liverbird.
Explica la llegenda que "si els liverbirds volessin Liverpool deixaria d'existir".

## Esports

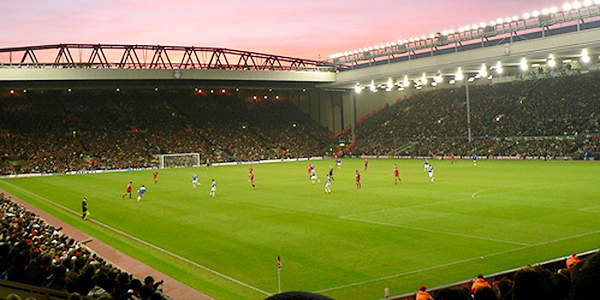
L'estadi d'Anfield, la seu del Liverpool FC.

Liverpool és una de les ciutats del Regne Unit amb més tradició esportiva. Els dos principals clubs de futbol són l'Everton FC (que juga al Goodison Park) i el Liverpool FC, que juga a Anfield. Tots dos equips juguen a la màxima divisió del futbol anglès, la Premier League. El Liverpool ha guanyat 19 títols de lliga i diverses copes internacionals, i l'Everton és un dels fundadors del futbol anglès i té 9 títols de Lliga.
També té una gran importància a la ciutat el rugbi, amb dos equips: el St Helens i el Widnes (els noms dels quals corresponen a les respectives ciutats del mateix nom situades a pocs quilòmetres de Liverpool), que militen a la Rugby League.
A l'hipòdrom d'Aintree es corre el Grand National d'obstacles, una de les competicions de curses d'obstacles de cavalls més famoses del món.
La regió de Merseyside acull un camp de golf: el Royal Birkdale, a prop de Southport.

## Principals edificis
Alguns dels principals edificis de la ciutat de Liverpool són els següents: 
- La Casa de l'Ajuntament de Liverpool, adornada amb columnes corínties i coronada amb una superba cúpula, sobre la qual descansa l'estàtua de Gran Bretanya.
- El Palau de la Borsa, al centre del qual s'alça la majestuosa estàtua de l'almirall Nelson.
- La Catedral de Liverpool, d'estil neogòtic, que és la cinquena més alta del món (1978).[3]
- La Catedral Metropolitana de Liverpool (Catedral Catòlica), singular per la seva planta circular en comptes de la tradicional en forma de creu (1967).
- Tretze esglésies anglicanes i un gran nombre de capelles d'altres confessions.
- L'Albert Dock (1846).
- El Pier Head (ha estat declarat Patrimoni de la Humanitat per la UNESCO).
- The Bluecoat (1717).
- St George's Hall (1854).
- El barri de Canning.
- Els Williamson Tunnels.
- Speke Hall (1530-1598).
- Els teatres Playhouse i Empire.
- La principal estació de tren amb una profusa decoració a la façana.
- Goodison Park, l'estadi de l'Everton Football Club.
- Anfield Road, l'estadi del Liverpool Football Club.
- Hospitals, hospicis flotants en els molls i la Night Asylum for the houseless poor, fundada el 1830 per Sir Egerton Smith.

## Llocs d'interès

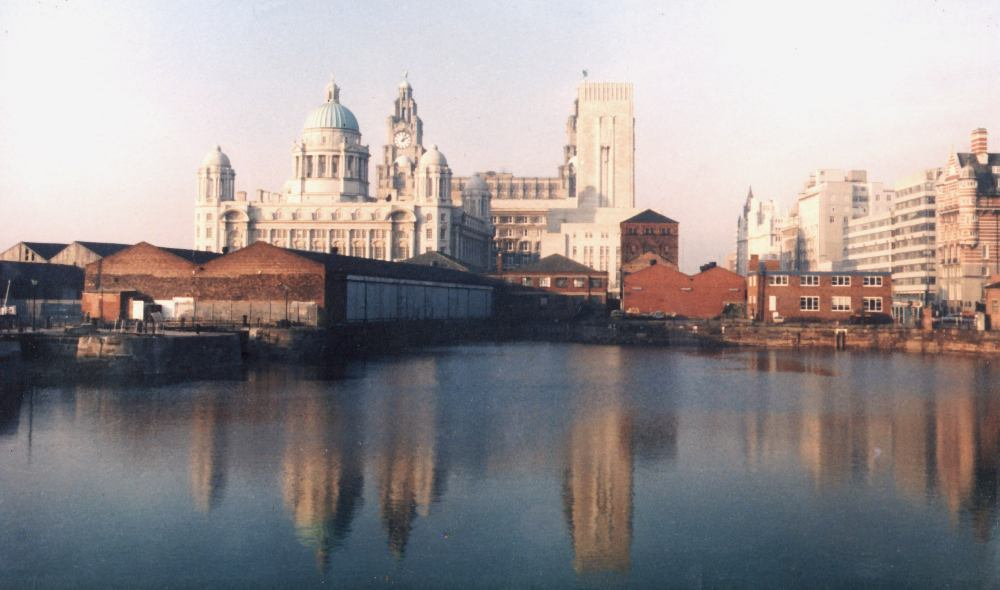
Pier Head
Una altra part del port, vista des de l'Albert Docks

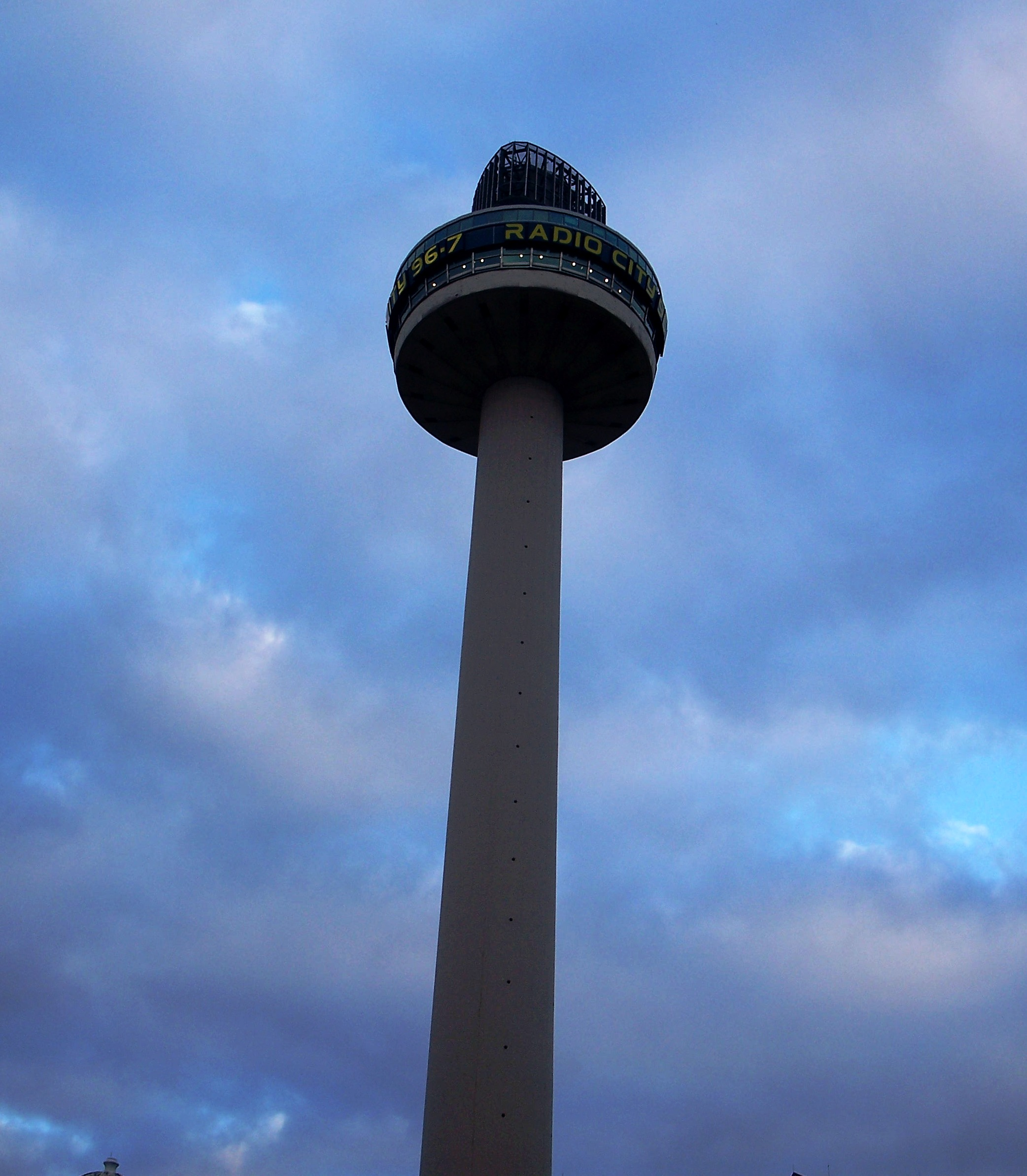
Radio City

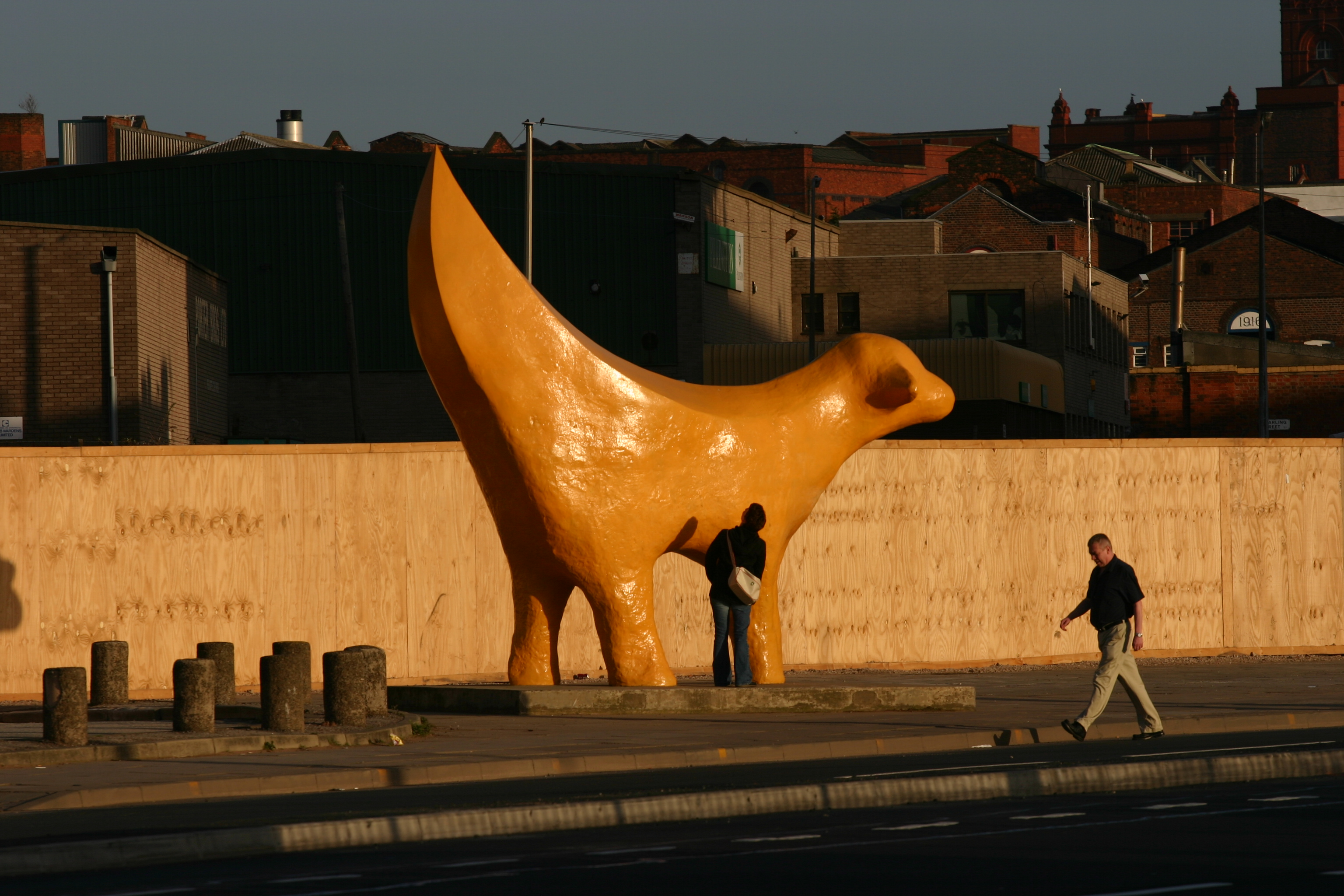
The Super Lamb Banana
Escultura de Taro Chiezo situada a l'Albert Dock

El port de Liverpool fou declarat Patrimoni de la Humanitat per la UNESCO l'any 2004.
- Albert Dock
- Bluecoat Arts Centre
- Cast Iron Shore
- Cunard Building
- Lime Street Station
- Royal Liver Building
- Liverpool John Moores University
- Liverpool School of Tropical Medicine
- Liverpool University
- Merseyside Maritime Museum
- Museum of Liverpool Life
- Oriel Chambers, dissenyat per Peter Ellis
- The Philharmonic Dining Rooms
- Pier Head
- Port of Liverpool Building
- Quiggins
- St George’s Hall
- Stanley Dock Tobacco Warehouse
- The Beatles Story
- Town-Hall
- Walker Art Gallery
- Wellington's Column
- William Brown Library
- Williamson's tunnels

### Teatres
- Empire
- Everyman
- Neptune
- Philharmonic Hall
- The Playhouse
- Royal Court
- Unity

### Edificis religiosos

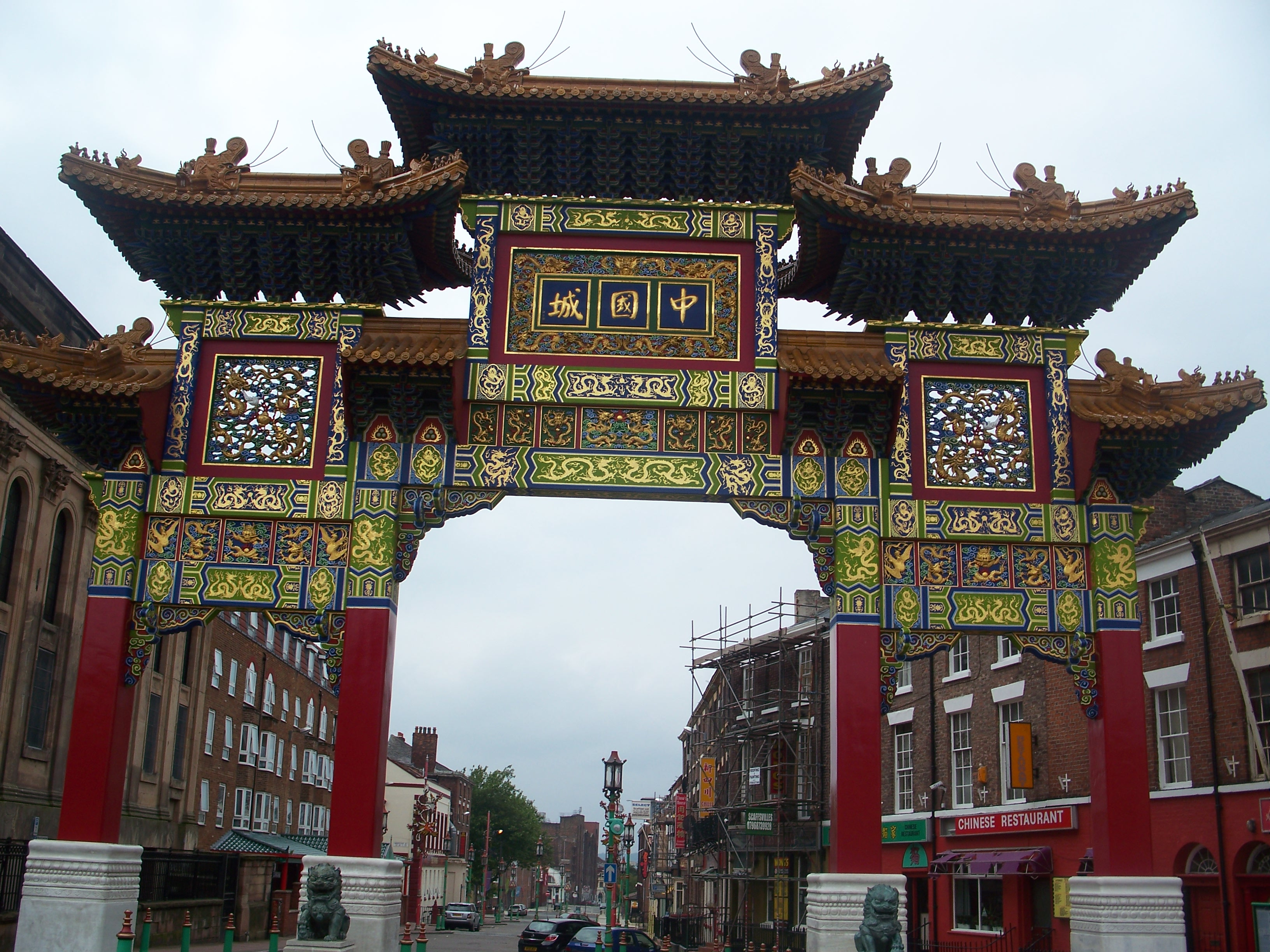
Arc xinés

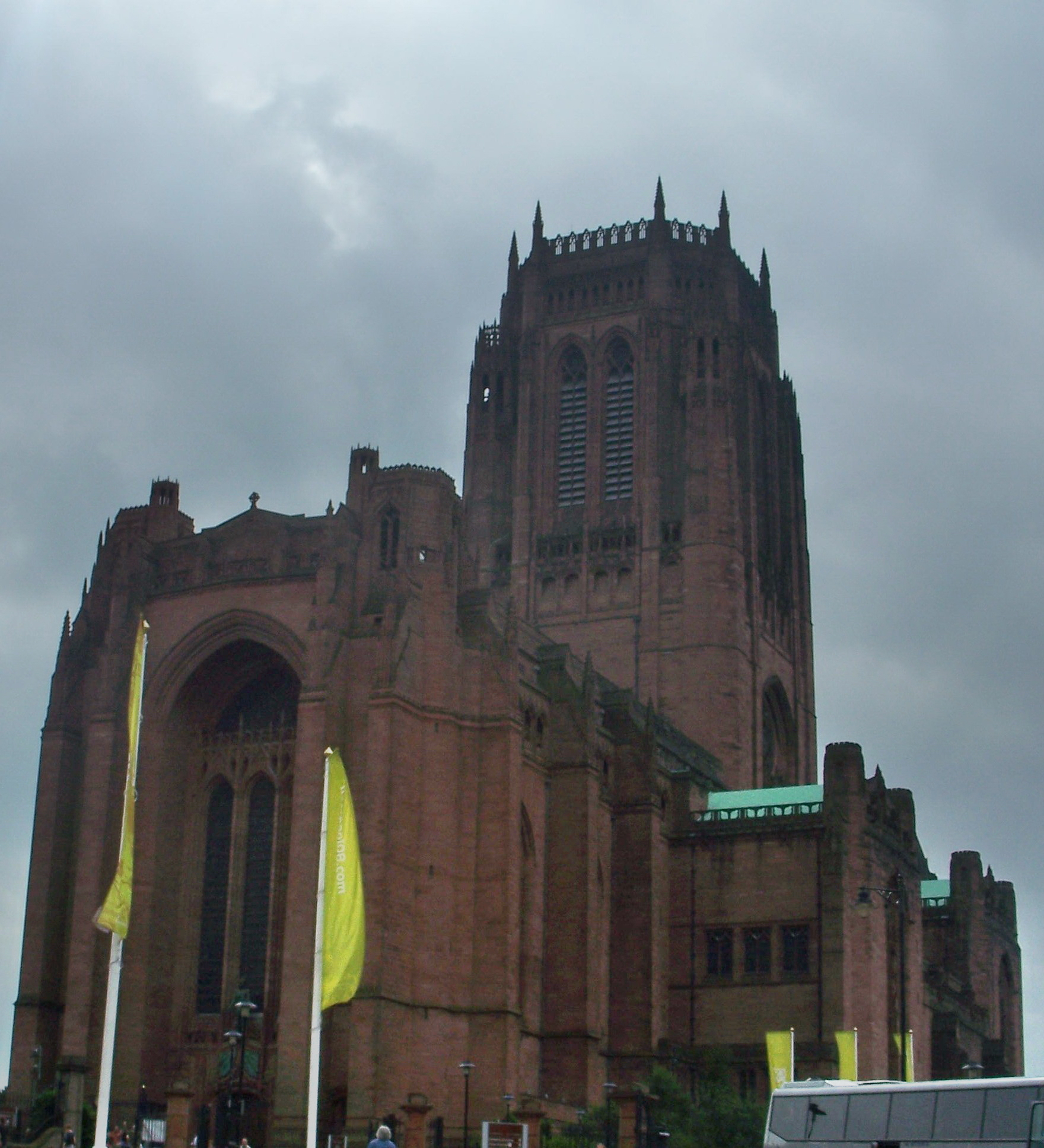
Nova Catedral

- Església ortodoxa grega de Saint Nicholas
- Gustav Adolfus Kyrka The Swedish Seamen's Church (l'església dels pescadors suecs)
- Liverpool Cathedral (anglicana)
- Liverpool Metropolitan Cathedral of Christ the King
- Princes Road Synagogue
- Saint Luke
- Our Lady and Saint Nicholas

## Districtes de Liverpool
Els districtes de Liverpool inclouen: Aigburth, Allerton, Anfield, Belle Vale, Broadgreen, Childwall, Clubmoor, Croxteth, Dingle, Edge Hill, Everton, Fairfield, Fazakerley, Garston, Gateacre, Grassendale, Hunts Cross, Kensington, Kirkdale, Knotty Ash, Mossley Hill, Netherley, Norris Green, Old Swan, Saint Michael's Hamlet, Sefton Park, Speke, Stoneycroft, Toxteth, Tuebrook, Walton, Wavertree, West Derby i Woolton.

## Ciutats agermanades
- - Colònia (Alemanya)
- - Corinto (Nicaragua)
- - Dublín (Irlanda)
- - Liverpool (Austràlia)
- - Odessa (Ucraïna)
- - Rotterdam (Països Baixos)
- - Xangai (República Popular de la Xina)

## Personatges cèlebres
Categoria principal: Persones de Liverpool
- Clive Barker, director
- John Horton Conway, matemàtic

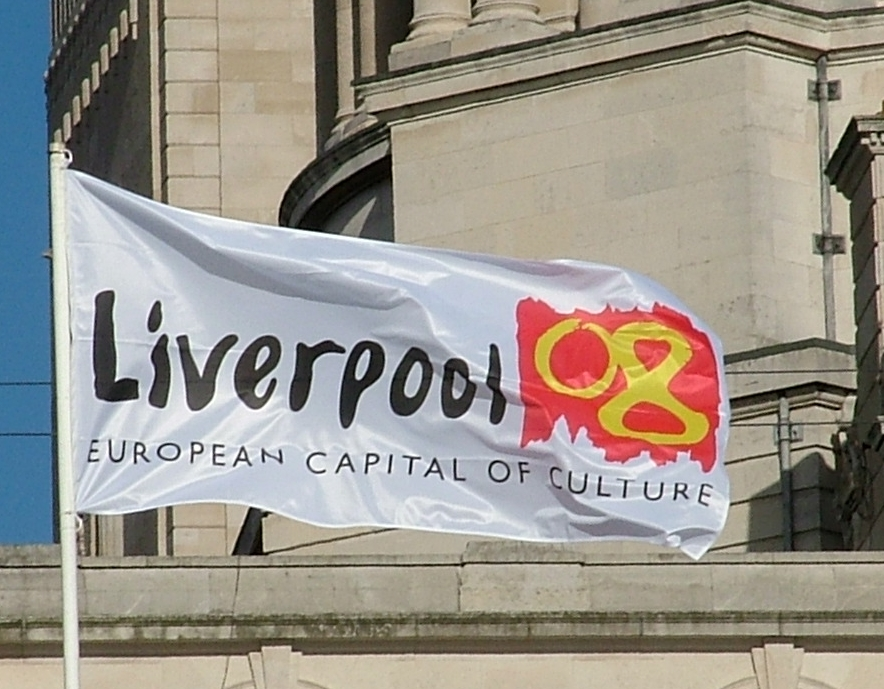
Bandera del títol de Capital Europea de la Cultura del 2008

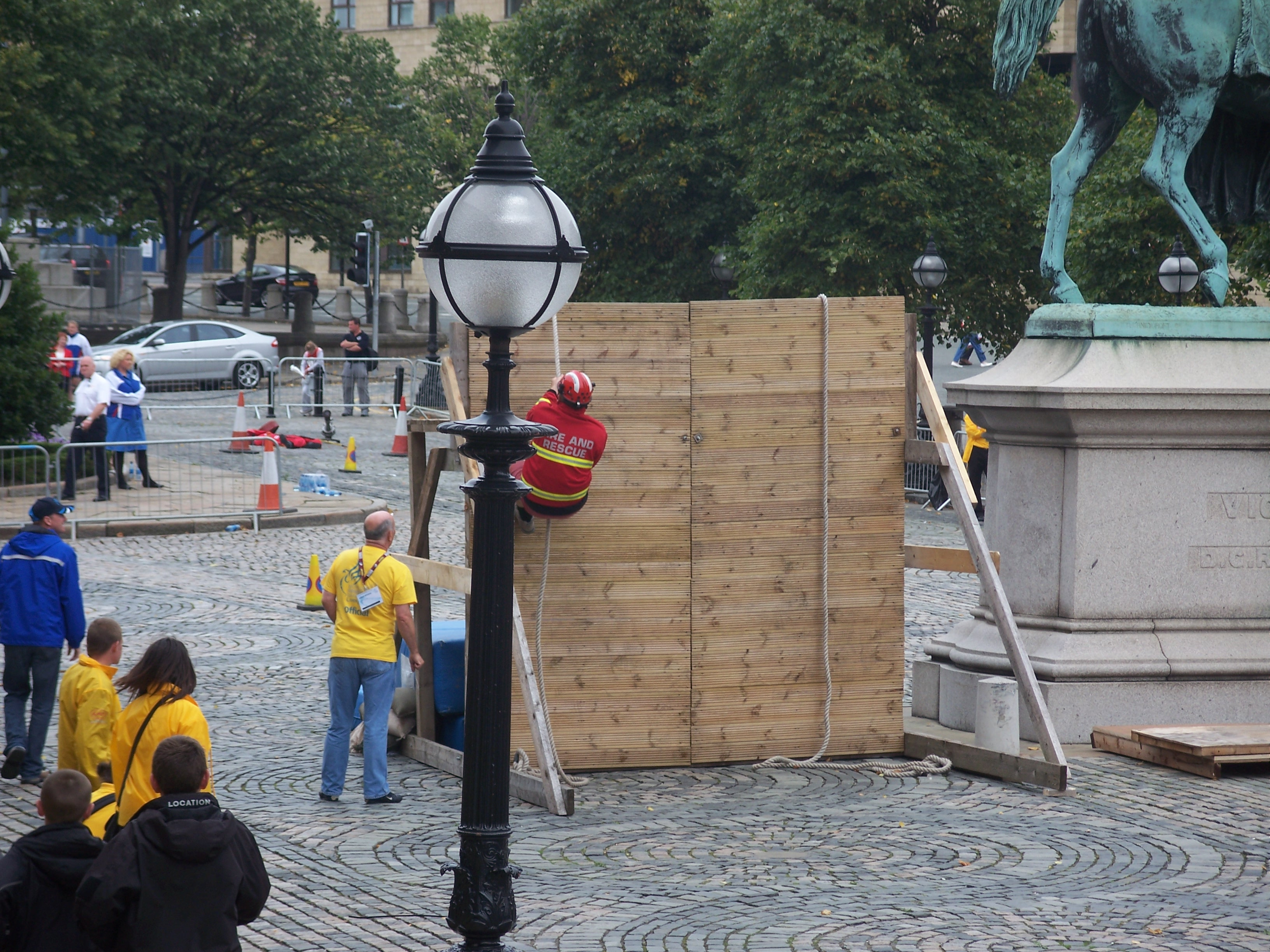
Convenció Internacional de Bombers al 2008

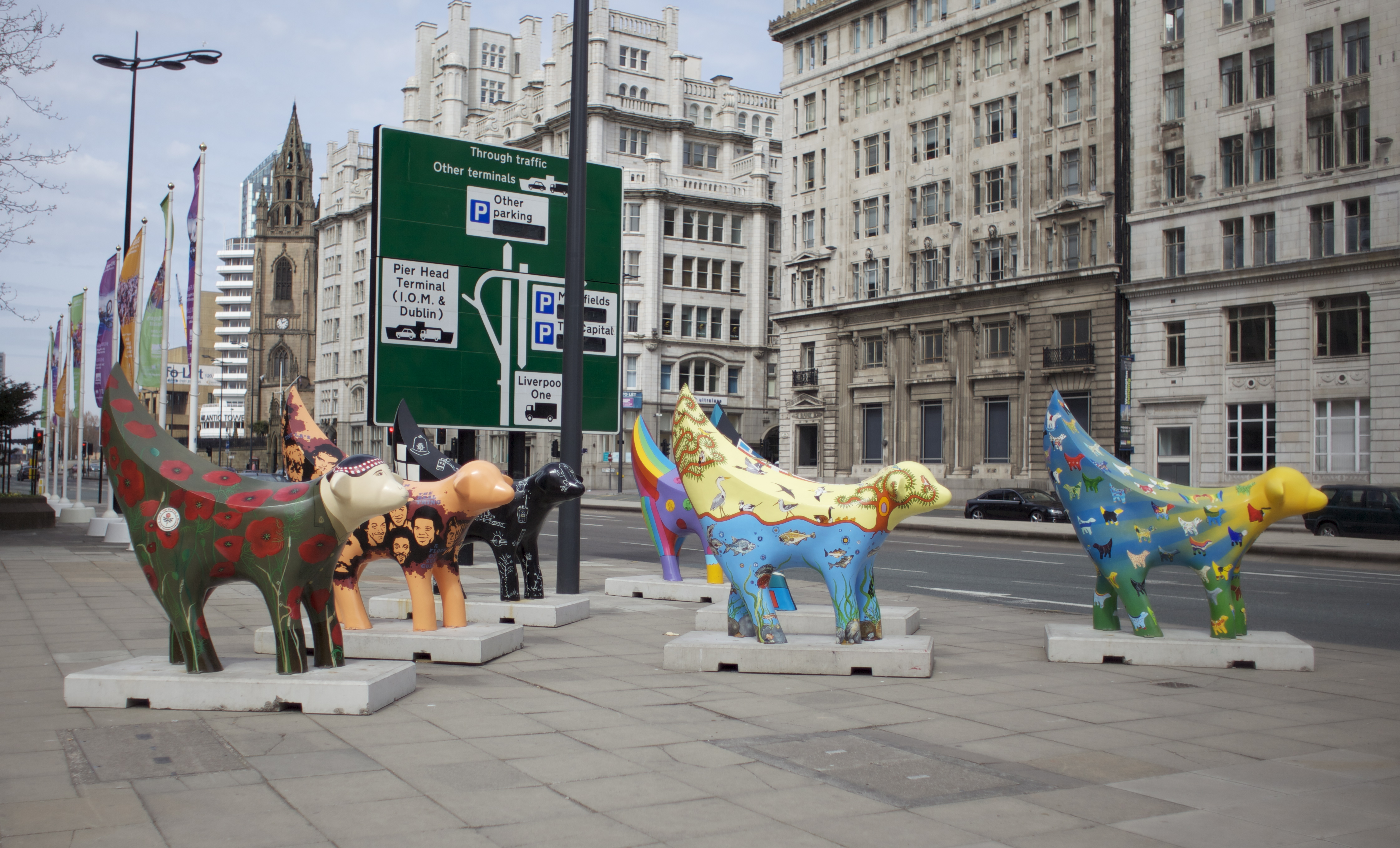
Lambananas, 2010

- Brian Epstein, mànager dels Beatles
- William Ewart Gladstone, polític
- George Harrison, guitarra solista de The Beatles.
- John Lennon, guitarrista rítmic de The Beatles
- Paul McCartney, baixista de The Beatles.
- Wayne Rooney, futbolista
- Peter Shaffer, dramaturg
- Ringo Starr, bateria de The Beatles
- Richard L. M. Synge, químic
- Steven Gerrard, capità del Liverpool F.C
- Maria Brema, cantant de la corda de contralt.
- Macpherson, Steward (1865-1941) compositor.
- John Liptrot Hatton (1809-1886) compositor, director d'orquestra i pianista.
- Arthur W. Pollit (1878-[...?]) compositor musical